# كارلا كوك
كارلا كوك (بالإنجليزية: Carla Cook)‏ هي مغنية أمريكية، ولدت في 1962 في ديترويت في الولايات المتحدة.

## وصلات خارجية
- كارلا كوك على موقع ميوزك برينز (الإنجليزية)
- كارلا كوك على موقع ديسكوغز (الإنجليزية)